# Gustav Adolfs kyrka, Hagfors kommun
Gustav Adolfs kyrka är en kyrkobyggnad som tillhör Hagfors-Gustav Adolfs församling i Karlstads stift. Kyrkan ligger i strax öster om sjön Deglunden i Gustav Adolfs socken, Hagfors kommun.

## Kyrkobyggnaden

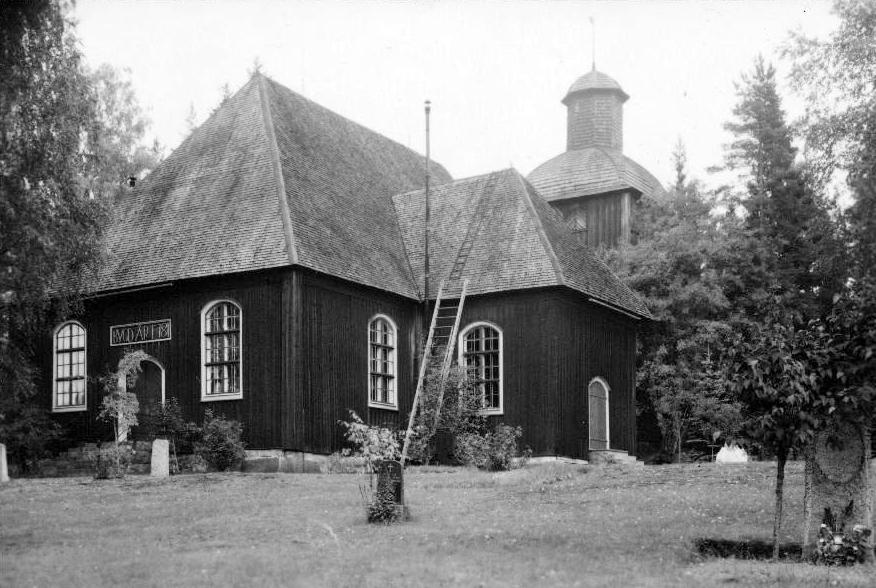
Gustav Adolfs kyrka med klockstapeln mot sydväst år 1949.

Träkyrkan färdigställdes 1781 och invigdes 1787 av kyrkoherden i Älvdalens pastorat Magnus Piscator. Uddeholmsbolaget ägde kyrkan fram till 1928 då den överlämnades till Gustav Adolfs församling.
Kyrkan har en stomme av liggtimmer och består av långhus med tresidigt avslutat kor i öster. Korsarmar sträcker sig ut åt norr och söder. Sakristian är inrymd i koret. Ytterväggarna är klädda med rödmålad stående träpanel. Yttertaket är belagt med träspån.
I skogsbrynet några meter öster om kyrkans kor finns en fristående klockstapel som är byggd av liggtimmer och samtida med kyrkan. Storklockan är gjuten 1793 av Olof Kiulander i Örebro. Nuvarande lillklocka från 1896 är gjuten av Joh. A Beckman i Stockholm. Sedan 1963 sker ringningen elektriskt.

## Inventarier
- Altartavlan är samtida med kyrkan och har motivet Kristus på korset.
- Predikstolen, som är samtida med kyrkan, flyttades 1928 till korets nordvägg.
- En mässhake är från 1791.

### Orgel
- Orgeln byggdes 1862 av Erik Adolf Setterquist och hade från början sju stämmor.
- 1939 byggdes orgeln ut till 13 stämmor av orgelbyggare Bo Wedrup i Uppsala.
- 1980 renoverades orgeln av Magnus Fries i Sparreholm. Orgeln är pneumatisk och har en fri kombination.

| Huvudverk I         | Svällverk II      | Pedal       | Koppel   |
| Principal 8’        | Rörflöjt 8’       | Subbas 16’  | I/P      |
| Flûte harmonique 8’ | Salicional 8’     | Hålflöjt 4’ | II/P     |
| Gedackt 8’          | Gemshorn 4’       |             | II/I     |
| Oktava 4’           | Blockflöjt 2’     |             | I 4'/I   |
| Kvinta 2 2⁄3’       | Sesquialtera 2 ch |             | II 16'/I |
| Oktava 2’           |                   |             | II 4'/I  |
|                     |                   |             | II 4'/P  |

### Webbkällor
- Kyrkor i Karlstads stift Del I, Utgiven av Värmlands Museum och Karlstads stift, 2008, ISBN 91-85224-71-5
- anläggningspresentation
- byggnadspresentation
- om klockstapeln